# Tärnö-Harö-Brorsö
Tärnö-Harö-Brorsö este o arie protejată (arie specială de conservare — SAC, sit de importanță comunitară — SCI) din Suedia întinsă pe o suprafață de 492 ha, integral pe uscat.

## Localizare
Centrul sitului Tärnö-Harö-Brorsö este situat la coordonatele 56°07′37″N 14°59′32″E / 56.127°N 14.9923°E.

## Înființare
Situl Tärnö-Harö-Brorsö a fost declarat sit de importanță comunitară în iulie 2000 pentru a proteja 2 specii de animale. Situl a fost protejat și ca arie specială de conservare în martie 2011.

## Biodiversitate
Situată în ecoregiunile continentală și marină baltică, aria protejată conține 9 habitate naturale: Insulițe și insule mici din Baltica boreală, Pajiști uscate europene, Roci stâncoase cu vegetație pionieră de Sedo-Scleranthion sau Sedo albi-Veronicion dillenii, Bancuri de nisip acoperite în permanență slab de apă marină, Golfuri mici largi și golfuri puțin adânci, Recifuri, Păduri acidofile de stejar bătrân cu Quercus robur pe câmpii nisipoase, Formațiuni de Juniperus communis pe lande sau pajiști calcaroase, Litoraluri nisipoase din Baltica boreală cu vegetație perenă.
La baza desemnării sitului se află mai multe specii protejate:
- amfibieni (1): triton cu creastă (Triturus cristatus)
- nevertebrate (1): Osmoderma eremita